# Rocky Fielding
Rocky Fielding (* 5. August 1987 in Liverpool, Merseyside, England als Michael Fielding) ist ein britischer Profiboxer und ehemaliger WBA-Weltmeister im Supermittelgewicht. 
Er steht bei Matchroom Sport unter Vertrag und wird von Oliver Harrison sowie Jamie Moore trainiert.

## Boxkarriere
Als Amateur wurde Fielding 2005 englischer Juniorenmeister im Mittelgewicht und 2008 englischer Vizemeister im Halbschwergewicht. Sein Profidebüt gewann er am 25. September 2010. Im März 2011 gewann er das Prizefighter Tornament im Supermittelgewicht durch drei vorzeitige Siege und wurde im Oktober 2012 englischer Meister im Supermittelgewicht. Im September 2013 gewann er die Commonwealth-Meisterschaft im Supermittelgewicht und konnte den Titel zweimal verteidigen.
Am 12. Juli 2014 besiegte er Noé Alcoba (Kampfbilanz: 30-3) beim Kampf um den WBA Intercontinental Title im Supermittelgewicht und am 26. Juni 2015 Brian Vera beim Kampf um den Titel WBC International. Im November 2015 verlor Fielding dann überraschend durch TKO in der ersten Runde gegen Callum Smith (17-0).
Gleich in seinem nächsten Kampf konnte er den Franzosen Christopher Rebrassé (24-4) besiegen und erneut WBC International Champion werden. Im April 2017 gewann er den Kampf um die britische Meisterschaft im Supermittelgewicht gegen John Ryder (24-3). Durch einen Sieg gegen David Brophy (19-1) wurde er zudem im September 2017 zusätzlich Commonwealth Champion.
Am 14. Juli 2018 boxte er in der Baden-Arena in Offenburg gegen den Deutschen Tyron Zeuge (22-0) um den regulären WBA-Weltmeistertitel im Supermittelgewicht. Dabei dominierte Fielding den Kampf deutlich und hatte Zeuge in der fünften Runde auch am Boden, wobei Zeuges Trainer Jürgen Brähmer das Handtuch warf. Fielding siegte damit durch TKO.
Am 15. Dezember 2018 verlor er den Titel im Madison Square Garden durch TKO-Niederlage in der dritten Runde an Saúl Álvarez (50-1).